# Mornico al Serio
Mornico al Serio [moɾˈniːko alˈseːɾjo] (Mürnìch [myɾˈnik] in dialetto bergamasco) è un comune italiano di 3 013 abitanti della provincia di Bergamo in Lombardia.
È  situato nella pianura sud-orientale di Bergamo.

## Storia
Il paese, oltre a una forte alleanza con Pedrengo, ha origini risalenti all'epoca romana, come testimoniano alcune sepolture rinvenute lungo la via Francesca, antica strada romana che si sviluppa da est ad ovest, tuttora utilizzata dalla viabilità moderna come arteria di scorrimento.
I primi documenti che attestano l'esistenza del paese risalgono all'anno 1002, in pieno medioevo. In tale epoca il paese risentì solo marginalmente delle lotte che avvenivano, nei paesi limitrofi, tra guelfi e ghibellini.
Venne posto sotto la tutela comunale di Bergamo nell'anno 1220, fino all'inizio del XV secolo, quando passò sotto il dominio della repubblica di Venezia.

### Simboli
Lo stemma è stato riconosciuto con D.P.C.M. del 24 settembre 1955.
Il gonfalone, concesso con D.P.R. del 7 gennaio 1956, è un drappo di azzurro.

## Monumenti e luoghi d'interesse
Innumerevoli sono le costruzioni degne di nota: in primis palazzo Perini, sede municipale, che presenta un bel porticato risalente al XVII secolo.
Meritano menzione anche Villa Terzi-Dolci, dotata di colonne in stile toscano, e il palazzo Alessandri-Biasca che dispone di un parco interno e una piccola chiesetta.
La chiesa parrocchiale, dedicata a sant'Andrea, è stata edificata nel corso del XX secolo e consacrata da Angelo Roncalli, il futuro papa Giovanni XXIII. Questa opera, in stile barocco, è attigua alla vecchia parrocchiale della Beata Vergine Addolorata, risalente all'XI secolo, che presenta un interessante presbiterio in stile romanico e affreschi risalenti al XV opera di Maffiolo da Cazzano.
Interessanti sono anche le due chiese collocate in aperta campagna: la prima, dedicata a santa Valeria, risale al XVI secolo, mentre la seconda, intitolata a san Rocco e posta dove in passato si trovava un cimitero (per questo chiamata anche chiesa dei morti vecchi), presenta un'inconfondibile pianta a sezione ottagonale. La chiesa ospita un dipinto di Bartolomeo Cabrini, datato e firmato «1495, Bartolameus Iovanes Cabrini pinxi» scoperto solo nel XX secolo.

## Società

### Evoluzione demografica
Abitanti censiti

## Cultura

### Cinema
A Mornico al Serio e nei limitrofi comuni di Martinengo, Palosco e Cividate al Piano sono state girate le scene del film di Ermanno Olmi L'albero degli zoccoli, Palma d'oro per il miglior film del festival di Cannes del 1978. Tali luoghi sono stati scelti per rappresentare la Treviglio di fine '800.

### Eventi
- Staffetta podistica dell'oratorio

Ogni anno, durante il periodo di fine agosto inizio settembre, viene organizzata dall'oratorio una staffetta non competitiva della durata di più giorni con partenza da vari luoghi di interesse religioso, come Roma, Assisi, Trento, Padova e Torino.
L'evento viene organizzato dall'oratorio.
- Festa sull'aia

La festa sull'aia è la festa più significativa legata alle tradizioni contadine/popolari che si svolge tutti gli anni dal 1981.

## Amministrazione
| Periodo        | Periodo        | Primo cittadino  | Partito                    | Carica  | Note |
| -------------- | -------------- | ---------------- | -------------------------- | ------- | ---- |
| 2004           | 25 maggio 2014 | Ermanno Chiodini | Lega Nord                  | Sindaco |      |
| 26 maggio 2014 | in carica      | Eugenio Cerea    | Lista civica Siamo Mornico | Sindaco |      |